# Gonzalo Segares
Gonzalo Segares (San José, 13 ottobre 1982) è un ex calciatore costaricano, di ruolo difensore.

## Carriera

### Club
Gonzalo proviene dalla Virginia Commonwealth University, dove giocò quattro anni e fu scelto due volte come "difensore" dell'anno della Colonial Athletic Association.
Militò anche per tre stagioni col Williamsburg Legacy.
In Costa Rica si formò nelle leghe minori del Saprissa e fu membro della Selezione Giovanile nel 1999.
Segares ha iniziato la sua carriera professionale col Chicago Fire dopo essere stato eletto come trentacinquesimo giocatore nel Super Draft, realizzato a Baltimora, Maryland (USA). Con i "Men in Red" ha vinto la Lamar Hunt U.S. Open Cup nel 2006.

### Nazionale
Segares è anche un membro della squadra Nazionale della Costa Rica con la quale ha fatto il suo esordio il 9 settembre 2007 nell'amichevole contro l'Honduras. È chiamato per le partite di qualificazione alla Coppa del Mondo FIFA del 2010 in Sudafrica.